# Wilno (1926–1939)
Tỉnh Wilno (tiếng Ba Lan: województwo wileńskie) là một trong 16 tỉnh của Đệ Nhị Cộng hòa Ba Lan, với thủ phủ ở Wilno (nay là Vilnius, Litva). Khu vực tài phán được thành lập vào năm 1926 và dân tộc chủ yếu là người Ba Lan, các nhóm thiểu số đáng chú ý là người Belarus, người Do Thái và người Litva. Trước năm 1926, khu vực của tỉnh được gọi là Vùng đất Wilno.
Tổng diện tích của tỉnh Wilno là 29.011 km², với dân số 1,276 triệu người. Sau cuộc xâm lược của Đức và Liên Xô vào Ba Lan, biên giới của Ba Lan đã được vẽ lại theo yêu cầu của nhà lãnh đạo Liên Xô Joseph Stalin. Tỉnh Wilno được sáp nhập vào Cộng hòa Xã hội chủ nghĩa Xô viết Litva và Byelorussia. Nhiều người dân tộc Ba Lan buộc phải tái định cư vào cuối Thế chiến II. Kể từ năm 1991, lãnh thổ cũ của tỉnh hiện là một phần của Litva độc lập và Belarus độc lập.

## Lịch sử
Sau phân chia Ba Lan vào năm 1795, vùng Vilnius giống như hầu hết Đại công quốc Litva bị Đế quốc Nga chiếm đóng cho đến Thế chiến thứ nhất. Do hậu quả của Thế chiến thứ nhất và sự suy yếu nội bộ của Nga, Litva và Ba Lan tái lập nền độc lập. Tuy nhiên, Chiến tranh Ba Lan-Litva bắt đầu do xung đột giữa hai quốc gia, Ba Lan chiếm Vilnius có hầu hết dân cư thuộc dân tộc Ba Lan. Năm 1922, sau một cuộc tranh chấp bầu cử, quốc hội Ba Lan bỏ phiếu sát nhập nhà nước Trung Litva bù nhìn vào Cộng hòa Ba Lan.
Từ ngày 6 tháng 4 năm 1922 đến ngày 20 tháng 1 năm 1926, lãnh thổ này được gọi là Vùng đất Wilno (tiếng Ba Lan:ziemia wileńska). Tỉnh Wilno được thành lập vào ngày 20 tháng 1 năm 1926 từ các lãnh thổ của Vùng đất Wilno.
Sau cuộc xâm lược của Liên Xô vào năm 1939, tỉnh Wilno được phân chia giữa tỉnh Vileyka mới được thành lập của CHXHCNXV Byelorussia và Litva độc lập (từ năm 1940, nó được gọi là Litva Xô viết). Sự phân chia này không được quốc tế chấp nhận. Chính phủ lưu vong Ba Lan đề cử Zygmunt Fedorowicz vào năm 1942 làm đại diện cho vùng Wilno. Ông bị NKVD bắt vào năm 1944. Hiện tại, lãnh thổ cũ của tỉnh Wilno được phân chia giữa các hạt Vilnius và Utena của Litva và các tỉnh Grodno, Minsk và Vitebsk của Belarus.

## Địa lý
Tỉnh Wilno có diện tích 29.011 km² (khiến nó trở thành tỉnh lớn thứ tư của Ba Lan) và dân số (theo điều tra dân số Ba Lan năm 1931) là 1.276.000 người.
Tỉnh nằm ở góc đông bắc của đất nước, giáp với Liên Xô ở phía đông, Litva ở phía tây, Latvia ở phía bắc, tỉnh Nowogródek ở phía nam và tỉnh Białystok ở phía tây nam. Cảnh quan bằng phẳng và nhiều đồi, với một số hồ (chẳng hạn như Narocz, hồ lớn nhất ở Ba Lan giữa hai cuộc chiến tranh). Tính đến ngày 1 tháng 1 năm 1937, 21,2% diện tích là rừng (tỷ lệ trung bình toàn quốc là 22,2%).

## Hành chính
Tỉnh Wilno được thành lập sau khi lãnh thổ của Cộng hòa Trung Litva được sáp nhập, với cái gọi là Khu vực Wilno. Trong những năm 1922–1939, nó được chia thành 9 powiat (huyện):
| Danh sách các huyện của tỉnh Wilno                                                                                        | Danh sách các huyện của tỉnh Wilno | Danh sách các huyện của tỉnh Wilno | Danh sách các huyện của tỉnh Wilno | Danh sách các huyện của tỉnh Wilno |
| # | Tên                                | Huy hiệu                           | Diện tích                          | Dân số                             |
| --- | ---------------------------------- | ---------------------------------- | ---------------------------------- | ---------------------------------- |
| 1 | Brasław                            |                                    | 4.217 km2 (1.628 dặm vuông Anh)    | 143.100                            |
| 2 | Dzisna                             |                                    | 3.968 km2 (1.532 dặm vuông Anh)    | 159.900                            |
| 3 | Mołodeczno                         |                                    | 1.898 km2 (733 dặm vuông Anh)      | 91.300                             |
| 4 | Oszmiana                           |                                    | 2.362 km2 (912 dặm vuông Anh)      | 104.600                            |
| 5 | Postawy                            |                                    | 3.050 km2 (1.178 dặm vuông Anh)    | 99.900                             |
| 6 | Święciany                          |                                    | 4.017 km2 (1.551 dặm vuông Anh)    | 136.500                            |
| 7 | Wilejka                            |                                    | 3.427 km2 (1.323 dặm vuông Anh)    | 131.100                            |
| 8 | Thành phố Wilno                    |                                    | 105 km2 (41 dặm vuông Anh)         | 195.100                            |
| 9 | Wilno - Troki                      |                                    | 5.967 km2 (2.304 dặm vuông Anh)    | 214.500 *                          |
| * Huyện Wilno-Troki là huyện lớn nhất trong toàn bộ Ba Lan giữa hai cuộc chiến tranh, lớn hơn toàn bộ tỉnh tự trị Silesia |                                    |                                    |                                    |                                    |

Bản đồ tỉnh Wilno năm 1938

Năm 1931, thành phố lớn nhất của tỉnh (và lớn nhất ở đông bắc Ba Lan) là Wilno, với 195.100 cư dân. Ngoài thành phố này, tỉnh có dân cư thưa thớt và có ít trung tâm đô thị. Tất cả các thị trấn khác đều rất nhỏ, không có thị trấn nào có dân số lớn hơn 10.000 người (tính đến năm 1931).

## Dân cư

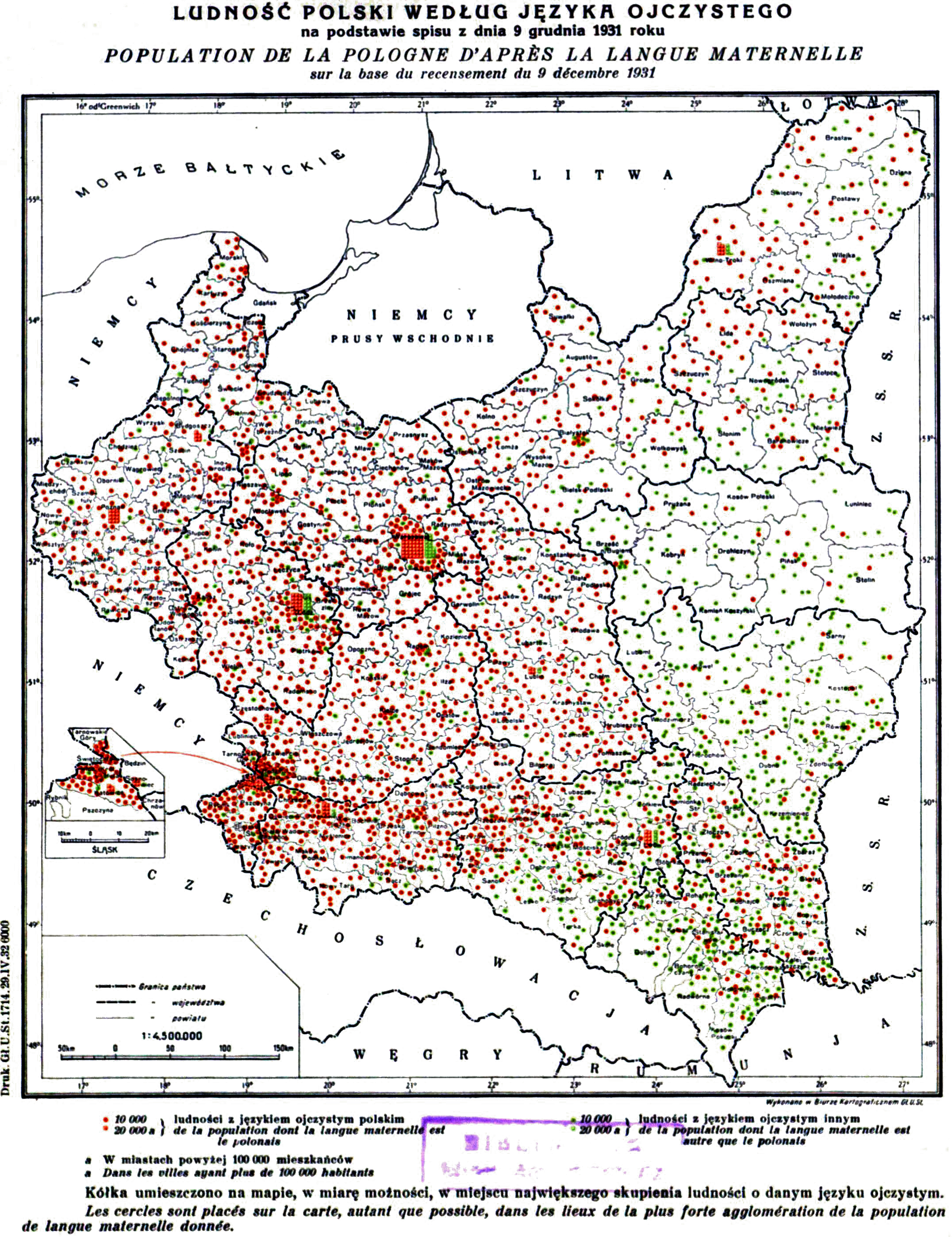
Dân số ở Ba Lan và liệu tiếng mẹ đẻ của họ có phải là tiếng Ba Lan hay không, theo điều tra dân số Ba Lan năm 1931

Theo điều tra dân số Ba Lan năm 1931, tỉnh có 1.276.000 người sinh sống. Phần lớn dân số là người Ba Lan (59,7% cho rằng tiếng Ba Lan là tiếng mẹ đẻ của họ). Trong số các dân tộc thiểu số có: người Belarus (22,7%), người Do Thái (8,5%), người Litva (5,5%) và người Nga (3,4%). Mật độ dân số là 44 người/km² (thấp thứ hai ở Ba Lan, sau tỉnh Polesie). Cuộc điều tra dân số đã bị chỉ trích là không chính xác do thiên vị gây bất lợi với người Belarus và người Litva.
Sau những thay đổi về lãnh thổ của Ba Lan sau Chiến tranh thế giới thứ hai, một phần đáng kể dân cư Ba Lan bị hồi hương đến Cộng hòa Nhân dân Ba Lan mới thành lập, khi tỉnh Wilno bị tách ra và sáp nhập vào Cộng hòa Xã hội Chủ nghĩa Xô viết Litva và Byelorussia. Nhiều người gặp khó khăn trong quá trình hồi hương và bị ngăn cản xuất cảnh. Những người Ba Lan còn ở lại Litva đã phải chịu những nỗ lực Litva hóa (vào những năm 1950) nhưng đã bị Moskva cản trở, và các chính sách Nga hóa và Xô viết hóa.

## Kinh tế
Tỉnh Wilno nằm ở cái gọi là Ba Lan "B", có nghĩa là nó vẫn còn kém phát triển, ngoại trừ thành phố Wilno. Một bộ phận lớn dân cư là hộ nghèo, tỷ lệ mù chữ cao (năm 1931 có 29,1% mù chữ, tỷ lệ trung bình cả nước là 23,1%). Mạng lưới đường sắt khan hiếm, chỉ có một số nút giao thông - nút giao thông quan trọng nhất là Wilno, cũng như ở Molodeczno, Królewszczyzna và Nowa Wilejka. Tổng chiều dài đường sắt trong ranh giới của tỉnh là 1.097 km, chỉ 3,8 trên 100 km².
Tổ chức công nghệ radio Elektrit Radiotechnical là công ty tư nhân lớn nhất ở Wilno. Với hơn 1.100 công nhân, tổ chức sản xuất khoảng 50.000 máy thu thanh hàng năm.

## Thống đốc
Đại biểu chính phủ
- Władysław Sołtan  [ pl ] , 4 tháng 2 năm 1922 – 6 tháng 4 năm 1922
- Walery Roman, 6 tháng 4 năm 1922 – 29 tháng 8 năm 1924
- Władysław Raczkiewicz, 29 tháng 8 năm 1924 – 14 tháng 6 năm 1925
- Olgierd Malinowski, 22 tháng 12 năm 1925 – 25 tháng 5 năm 1926 (diễn xuất)

Thống đốc
- Władysław Raczkiewicz, 18 tháng 5 năm 1926 – 20 tháng 6 năm 1931
- Stefan Kirtiklis  [ pl ] , 20 tháng 12 năm 1930 – 20 tháng 6 năm 1931
- Zygmunt Beczkowicz  [ pl ] , 20 tháng 6 năm 1931 – 27 tháng 1 năm 1933
- Marian Styczniakowski, 27 tháng 1 năm 1933 – 16 tháng 2 năm 1933 (diễn xuất)
- Władysław Jaszczołt  [ pl ] , 16 tháng 2 năm 1933 – 13 tháng 10 năm 1935
- Marian Styczniakowski, 14 tháng 10 năm 1935 – 4 tháng 10 năm 1935 (diễn xuất)
- Ludwik Bociański  [ pl ] , 4 tháng 12 năm 1935 – 19 tháng 5 năm 1939
- Artur Maruszewski  [ pl ] , 19 tháng 5 năm 1939 – 18 tháng 9 năm 1939